# Hôtel de Bernis
L'Hôtel de Bernis est un édifice civil de la ville de Nîmes, dans le département du Gard et la région Languedoc-Roussillon. Il est inscrit au titre des monuments historiques depuis 1999.

## Localisation
L'édifice est situé 3 et 5 rue de Bernis.

## Historique
- XVe siècle : façades.
- XVIIe siècle : aménagements (rez-de-chaussée).

## Architecture
L'Hôtel de Bernis est classé parmi les hôtels particuliers de Nîmes les plus anciens. La façade sur rue est du XVe siècle ; elle possède des fenêtres à meneaux. La façade sur cour est de style gothique tardif. Les fenêtres sont surmontées de frontons triangulaires et courbes, comme le temple de Diane.